# Thecla bianca
Thecla bianca är en fjärilsart som beskrevs av Heinrich Benno Möschler 1883. Thecla bianca ingår i släktet Thecla och familjen juvelvingar. Inga underarter finns listade i Catalogue of Life.